# Maria a Ungariei
Maria a Ungariei (n. 14 aprilie 1371, Buda, Regatul Ungariei – d. 17 mai 1395, Buda, Regatul Ungariei) a fost fiica regelui Ludovic cel Mare al Ungariei și regină a țării între anii 1382 și 1385, regină consoartă din 1385 până în 1395. 
În data de 17 septembrie 1382, după moartea regelui Ludovic cel Mare al Ungariei, a fost încoronată „rege” al Ungariei, funcție pe care a deținut-o până la căsătoria ei cu cu Sigismund de Luxemburg în 1385. Principalul ei consilier a fost arhiepiscopul Dumitru de Esztergom⁠(en)[traduceți], cel care a și încoronat-o de altfel ca „rege”.
Regina Maria a făcut parte din Casa de Anjou. La fel ca și soțul ei, a fost înmormântată în catedrala catolică din Cetatea Oradea.